# Papiro 12
O Papiro 12  ({\displaystyle {\mathfrak {P}}}12) é um antigo papiro do Novo Testamento que contém o primeiro versículo da Epístola aos Hebreus.
Texto
πολυμερως κ πολυ[τρο]πως
παλε ο θς λαλήσ[α]ς το[ις π]ατρα
σ[ι] ημ[ω]ν εν τοις προ[φηταις]

## 
1. ↑  B. P. Grenfell & A. S. Hunt, The Amherst Papyri I, (London 1900), p. 30.